# Trophée du tourisme responsable
Les Trophées Maroc du Tourisme durable (anciennement Trophées Maroc du Tourisme Responsable) est une initiative du Ministère du Tourisme, priment depuis 2008 les acteurs les plus engagés en matière de durabilité touristique. Ils visent à récompenser les projets et initiatives qui se sont distingués par leurs actions en faveur d'un développement durable.

## Présentation
Dans le cadre de la stratégie marocaine du développement touristique, le Maroc s'est engagé dans une démarche de tourisme responsable. À travers cette approche, le pays s'est assigné trois objectifs majeurs : 
- Préserver la culture, les valeurs, les traditions et l'identité marocaines,
- Protéger l'environnement,
- Œuvrer pour un tourisme vecteur de développement économique et social.

## Objectifs
Les objectifs de ce trophée sont de :
- Fédérer et valoriser les acteurs du tourisme responsable,
- Encourager de nouveaux acteurs du tourisme à se lancer dans une démarche responsable en mettant en lumière leurs projets touristiques,
- Encourager et valoriser toute action touristique responsable menée par les professionnels du tourisme intervenant au Maroc en accord avec les principes de la Charte Marocaine du Tourisme Responsable,
- Sensibiliser le grand public et lui donner envie de voyager dans le respect des peuples, des cultures et de l'environnement.

## Thématiques du trophée
Les cinq catégories du trophée sont les suivantes :
- Environnement et biodiversité : Tout organisme ayant mené une action visant la protection des ressources naturelles, la minimisation de l'impact sur l'environnement et ses ressources, l'encouragement de la biodiversité et la lutte contre le réchauffement planétaire.
- Culture et patrimoine immatériel : Tout organisme ayant mené une initiative ou un projet visant à préserver les traditions, le savoir-faire, l'artisanat, le folklore… marocains.
- Équité et responsabilité sociale : Tout organisme, public ou privé ou de la société civile, ayant mené une initiative ou un projet visant la promotion d'une meilleure répartition des retombées positives du tourisme au niveau local, l'amélioration de l'égalité et de l'équité (approche Genre, accessibilité,..), l'insertion d'une entreprise touristique dans son environnement…
- Événement durable : Tout organisme ayant organisé une manifestation artistique, sportive, culturelle… s'inscrivant dans une logique de durabilité et ayant contribué à la promotion d'une destination ou à l'amélioration de ses indicateurs touristiques.
- Territoire durable : Tout organisme institutionnel optant pour une approche de développement du tourisme tenant compte de la durabilité tout au long du cycle de vie de la destination (Conseil communal, agence de développement, Centre Régional d'Investissement , Conseil Régional ou Provincial du Tourisme, Agence urbaine…)

## Trophées 2009
Les gagnants des trophées ont été communiqués le 19 juin 2009 lors des assises du tourisme à Saïdia: 
- Accor Maroc,
- Atlas Kasbah,
- Dar Daïf,
- Naturalia.

## Trophées 2011
- Terres d'Amanar

## Trophées 2012
- Bab el Oued Maroc Ecolodge Oasis